# Haldun-Taner-Preis
Der Haldun-Taner-Preis für Kurzgeschichten (türkisch Haldun Taner Öyku Ödülü) ist einer der angesehensten Literaturpreise in der Türkei. Die Vergabe des Preises erfolgt nach einem von der Zeitung Milliyet organisierten Wettbewerb. Mit dem Haldun-Taner-Preis können sowohl Schriftsteller ausgezeichnet werden, die bereits im Literaturbetrieb bekannt sind, als auch Schriftsteller, die erst mit dem Schreiben von Kurzgeschichten begonnen haben.

## Geschichte
Am 1. Juli 1986 veröffentlichte die Zeitung Milliyet eine Mitteilung, dass im ehrenden Gedenken an Haldun Taner (1915–1986) anlässlich dessen Geburtstag am 16. März alljährlich ein Preis für die beste Kurzgeschichte verliehen werden soll.
Am 15. Oktober 1986 wurden die Wettbewerbsbedingungen zum ersten Mal bekannt gegeben. Nach der Ausschreibung bewarben sich 381 Autoren mit ihren Kurzgeschichten. Die Preisverleihung fand am 17. März 1987 statt. Ausgezeichnet wurden Tomris Uyar, Murathan Mungan und Nedim Gürsel.
Der Preis fand in der türkischsprachigen Literaturwelt sehr schnell Anerkennung. Am 9. Juli 1987 teilte die Zeitung Milliyet mit, dass mit der Ehrung eine Prämie von 3 Mill. TL verbunden ist. Für eine Bewerbung war es nicht erforderlich, dass die jeweilige Kurzgeschichte bereits veröffentlicht ist. In dem zum zweiten Mal durchgeführten Wettbewerb bewarben sich bereits 700 Autoren von Kurzgeschichten für diese Auszeichnung. Die Verleihung des Preises erfolgte am 17. März 1988 und wurde von Demet Taner, der Witwe Haldun Taners, an Nazlı Eray übergeben.
Die Preisträger werden von einer jährlich gebildeten Jury ermittelt. Neben Demet Taner sind Schriftsteller, unter ihnen auch ehemalige Preisträger des Haldun-Taner-Preises, Journalisten und Literaturkritiker und Literaturwissenschaftler wie Şara Sayın, Nursel Duruel und Ayfer Tunç Mitglieder der Jury.
Die Wettbewerbsbedingungen änderten sich im Laufe der Zeit. Für den Wettbewerb 2005 sahen die Bedingungen vor, dass die Bewerbung bis zum 16. Juli 2005 mit einem Kurzgeschichtenbuch erfolgen kann, das zwischen dem 1. März 2004 und dem 1. Juli 2005 erschienen war, oder auch mit einer vollständigen Kurzgeschichte, die sofort veröffentlicht werden kann. Wurde die noch nicht veröffentlichte Geschichte Preisträger, so lag das Veröffentlichungsrecht für die Dauer von einem Jahr beim Verlag Doğan Kitap. Alle, die Kurzgeschichten schrieben, konnten eine eigene Bewerbung abgeben. Öffentliche Einrichtungen, Universitäten, Kultur- und Bildungseinrichtungen sowie Berufsorganisationen und Nichtregierungsorganisationen hatten ebenfalls das Recht, Kandidaten zu nominieren, wobei der Kandidat dieser Bewerbung schriftlich zustimmen musste. Die Auszeichnung war nicht mehr teilbar. Als Preisgeld wurde 2,5 Mrd. TL ausgelobt.
Im Jahr 2012 wurde der Wettbewerb zum 25. Mal durchgeführt. Die Bekanntgabe der Wettbewerbsbedingungen für den Preis 2011 erfolgte am 3. Juli 2012. Bis zum 26. August 2012 wurden Vorschläge von oder für Kandidaten entgegengenommen, deren Buch mit Kurzgeschichten nach dem 31. August 2011 erschienen war. Alternativ war den Autoren erlaubt, eine Bewerbungsmappe mit mindestens drei Geschichten abzugeben, die als Buch veröffentlicht werden konnten. Die Arbeiten mussten in türkischer Sprache verfasst sein. Zur Preisurkunde wurden 5.000 YTL vergeben.
Für den Haldun-Taner-Preis 2020 konnten sich Autoren mit ihren auf Türkisch erschienenen Kurzgeschichtenbüchern bewerben, die zwischen dem 1. Januar 2019 und dem 31. Dezember 2019 erschienen waren. Mit unveröffentlichten Geschichten war eine Wettbewerbsteilnahme nicht mehr zulässig. Verlage, Universitäten, Kunst- und Bildungseinrichtungen, Berufsverbände und Nichtregierungsorganisationen hatten weiterhin die Möglichkeit, mit schriftlicher Zustimmung des jeweiligen Schriftstellers einen Kandidaten für den Preis zu nominieren. Die Frist für Vorschläge endete am 16. März 2020. Für den Preis wurden 20.000 TL als Belohnung festgesetzt.
Für den Haldun-Taner-Wettbewerb 2021 wurden die Bedingungen am 12. Juli 2021 bekannt gegeben. Nominiert werden konnten Kandidaten, deren Kurzgeschichtenbücher zwischen dem 1. Januar 2020 und dem 31. Dezember 2020 veröffentlicht wurden. Die Bewerbungsfrist endete am 30. September 2021. Neu war, dass die Jury eine Shortlist mit fünf Finalisten festlegen konnte. Sie wurde am 15. Dezember 2021 vorgestellt. Der Preisträger Eyüp Aygün Tayşir wurde von der Jury am 29. Dezember 2021 ausgewählt.
Für den Haldun-Taner-Preis 2022 wurden die Bedingungen für eine Wettbewerbsteilnahme unverändert beibehalten. Im Auftrag der Zeitung Milliyet wurde ab August 2022 der beste Kurzgeschichtenautor des Vorjahres gesucht. Die Bewerbungsfrist endete am 30. September 2022. Das Preisgeld betrug 25.000 TL. Die Shortlist wurde am 31. Dezember 2022 veröffentlicht. Die Bekanntgabe der Preisträgerin Burçe Bahadır erfolgte am 13. Januar 2023.
Der Start für 34. Haldun-Taner-Wettbewerb erfolgte im August 2023. Die Bewerbungsfrist für im Vorjahr veröffentlichte Kurzgeschichtenbücher endete am 29. September 2023. Das Preisgeld betrug wiederum 25.000 TL. Die Shortlist wurde am 22. Dezember 2023 bekanntgegeben. Am 2. Januar 2024 wurde als Preisträger Polat Özlüoğlu vorgestellt.
Seit 1987 gehörten zu den Preisträgern auch Mario Levi (1990), Zeyyat Selimoğlu (1994), Ayşe Kulin (1995), Ayşe Kilimci (2000) und Yavuz Ekinci (2005).
In den Jahren 1999, 2003, 2015, 2017 und 2018 konnte kein auszeichnungswürdiges Werk gefunden werden.

## Preisträger

### 1987 bis 1990
- 1987:
  - Tomris Uyar für Son Sanrı
  - Murathan Mungan für Hedda Gabler Adlı Bir Kadın
  - Nedim Gürsel für Saklambaç
- 1988: Nazlı Eray für Yoldan Geçen Öyküler
- 1989: Kürşat Başar für Dışarıda Kötülük Var
- 1990: Mario Levi für Bir Şehre Gidememek

### 1991 bis 2000
- 1991:
  - Adnan Özyalçıner für Cambazlar Savaşı Yitirdi
  - Nurten Aydın für Gizli Kalmış Bir İstanbul Masalı
- 1992:
  - Didem Uslu für Tutkulu Bir İstanbul Üçlemesi
  - Yavuzer Çetinkaya für Savaş ve Barış
- 1993: Erhan Bener für Alabalık
- 1994: Zeyyat Selimoğlu für Derin Dondurucu İçin Öykü
- 1995: Ayşe Kulin für Foto Sabah Resimleri
- 1996:
  - Selma Fındıklı Loş für Sokağın Kadınları
  - Erendiz Atasü für Taş Üstüne Gül Oyması
- 1997: Necati Tosuner für Armağan
- 1998: Mehmet Zaman Saçlıoğlu für Topaç
- 1999: keine Preisvergabe
- 2000: Ayşe Kilimci für Yıldızları Dinle

### 2001 bis 2010
- 2001: Özen Yula für Mazi Taşıyan Trenler
- 2002: Yiğit Okur für O Zaman Kim Söyleyecek Şarkıları
- 2003: keine Preisvergabe
- 2004: Faruk Duman für Kader Atlası
- 2005: Yavuz Ekinci für Sırtımdaki Ölüler
- 2006: Sibel K. Türker für Ağula-Kaç Hayat Gizliyoruz Kendimize, Kaç Hayatı Susuyoruz
- 2007: Hasan Özkılıç für Gönlümün Şirazesi Bozuldu
- 2008: Murat Özyaşar für Ayna
- 2009: Yekta Kopan fü Bir De Baktım Yoksun
- 2010: Behçet Çelik für Diken Ucu

### 2011 bis 2020
- 2011: Kerem Işık für Toplum Böceği
- 2012: Neslihan Önderoğlu für İçeri Girmez Miydiniz?
- 2013: Berna Durmaz für Bir Fasit Daire
- 2014: Hande Gündüz für Uzun Irmak Boyunca
- 2015: keine Preisvergabe
- 2016: Ömür İklim Demir für Muhtelif Evhamlar Kitabı
- 2017: keine Preisvergabe
- 2018: keine Preisvergabe
- 2019: Kamil Erdem für Bir Kırık Segâh
- 2020: Nurhan Suerdem für Maruzatım Var

### Ab 2021
- 2021: Eyüp Aygün Tayşir für Sabitâlem Mahallesi
- 2022: Burçe Bahadır für Deliliğe Zarif Bir Giriş
- 2023: Polat Özlüoğlu für Annem, Kovboylar ve Sarhoş Atlar